# Schachtanlage Rheinpreußen 5/9
Die Schachtanlage Rheinpreußen 5/9 ist ein ehemaliges Bergwerk in Moers.

## Geschichte
In den Jahren 1900 bis 1905 wurde der Schacht Rheinpreußen 5 in der Gemarkung Rheinkamp-Utfort niedergebracht. Er war ebenso wie die zeitgleich begonnene Schachtanlage Rheinpreußen 4 als Anschlussanlage der Zeche Rheinpreußen mit eigener Förderung konzipiert.
Der Schacht wurde ebenfalls mit einem Doppelstrebengerüst ausgestattet, damit sowohl Förderung als auch Seilfahrt durch diesen Schacht allein bewältigt werden konnten. Nachfolgend wurde auch auf der Schachtanlage 5 eine Kokerei errichtet. Unter der technischen Leitung des Betriebsdirektors Heinrich Pattberg wurden sowohl Anlage 4 als auch 5 von vorneherein auf mechanisierte Gewinnung ausgelegt.
1905 erfolgte auch hier der Einsatz der ersten Schüttelrutsche, in späterer Zeit wurden weitere Mechanisierungsvorhaben wie Schrämlader und Panzerausbau auf dieser Schachtanlage erstmals eingesetzt. Auch Rheinpreußen 5 entwickelte sich wirtschaftlich vielversprechend und konnte bald die Förderung auf annähernd 1 Mio. t. Kohle jährlich steigern.
Im Jahre 1936 rückte auf Grund der politischen Entwicklung die Kohleverflüssigung in den Mittelpunkt des technischen Interesses. Zu diesem Zweck entstand neben der Zeche Rheinpreußen 5 das Treibstoffwerk Rheinpreußen. Die Anlagen waren neben der Zeche mit ihren Siedlungen im Zweiten Weltkrieg mehrfach das Ziel von Bombenangriffen. Nach dem Krieg wurde die Treibstoffanlage demontiert und das Werksgelände von der Chemischen Werke Rheinpreußen, Moers übernommen. Im Jahre 1941 wurde östlich der Hauptschachtanlage am Rheinufer der Schacht 8 (Gerdt) als Wetterschacht abgeteuft. Dieser wurde 1945 als Wetterschacht in Betrieb genommen.
Nach dem Zweiten Weltkrieg wurde die bergrechtliche Gewerkschaft Rheinpreußen in die Rheinpreußen AG für Bergbau und Chemie überführt. Diese führte diverse Maßnahmen zur Rationalisierung und Zusammenfassung der Produktion durch. 1953 wurde die Kokerei Schacht 5 zugunsten des Neubaus einer Zentralkokerei auf der Schachtanlage Pattberg stillgelegt. An ihrer Stelle wurde nachfolgend ein Hochdruckkraftwerk errichtet.
1958 wurde neben Schacht 5 mit dem Abteufen des neuen Zentralförderschachtes 9 begonnen. Dieser ging 1962 mit einer modernen vollautomatischen Gefäßförderung in Betrieb. Die ebenfalls in dem Schacht eingehängte Gestellförderung übernahm die Seilfahrt und Materialführung, so dass Schacht 5 als Förderschacht abgelöst werden konnte. Dieser wurde nachfolgend als Wetterschacht eingerichtet. 1964 erfolgte die Stilllegung der fördernden Schachtanlage Rheinpreußen 4 und die Zuordnung des Schachtes 4 als weiteren Wetterschacht zur Anlage 5/9.
1968 gingen alle fördernden Schachtanlagen der Rheinpreußen AG in den Besitz der Ruhrkohle AG über. Die Schachtanlage Rheinpreußen 5/9, die jährlich ca. 1,8 Mio. t Kohle förderte, wurde 1971 mit der Werksdirektion Pattberg/Rossenray zum Verbundbergwerk Rheinland vereinigt.

## Heutiger Zustand
Nach Stilllegung der Anlage Rheinpreußen 5/9 im Jahre 1990 wurde auf dem Zechengelände der Technologiepark Eurotec errichtet. Die ehemalige Kauenhalle aus der Gründerzeit bildet das zentrale Gebäude des Technologieparks. Große Segmentbogenfenster, in Naturstein gefasst, gliedern die Backsteinfassade, die seitlich von zwei Türmen mit glockenförmigen Helmen flankiert wird. Rechts und links der Türme schließen sich niedrigere Bauflügel an.
Schacht 5 wurde 1988 verfüllt, das Fördergerüst abgebaut. Nach Verfüllung des Schachtes 9 im Jahre 2001 wurde die große Turmförderanlage 2003/2004 rückgebaut.
Ende 2024 wurden die beiden erhaltenen Fördermaschinenhäuser, das Verwaltungs- und Kauengebäude sowie das Werkstattgebäude als Baudenkmal unter Denkmalschutz gestellt und damit in die Denkmalliste der Stadt Moers aufgenommen.

## Bilder

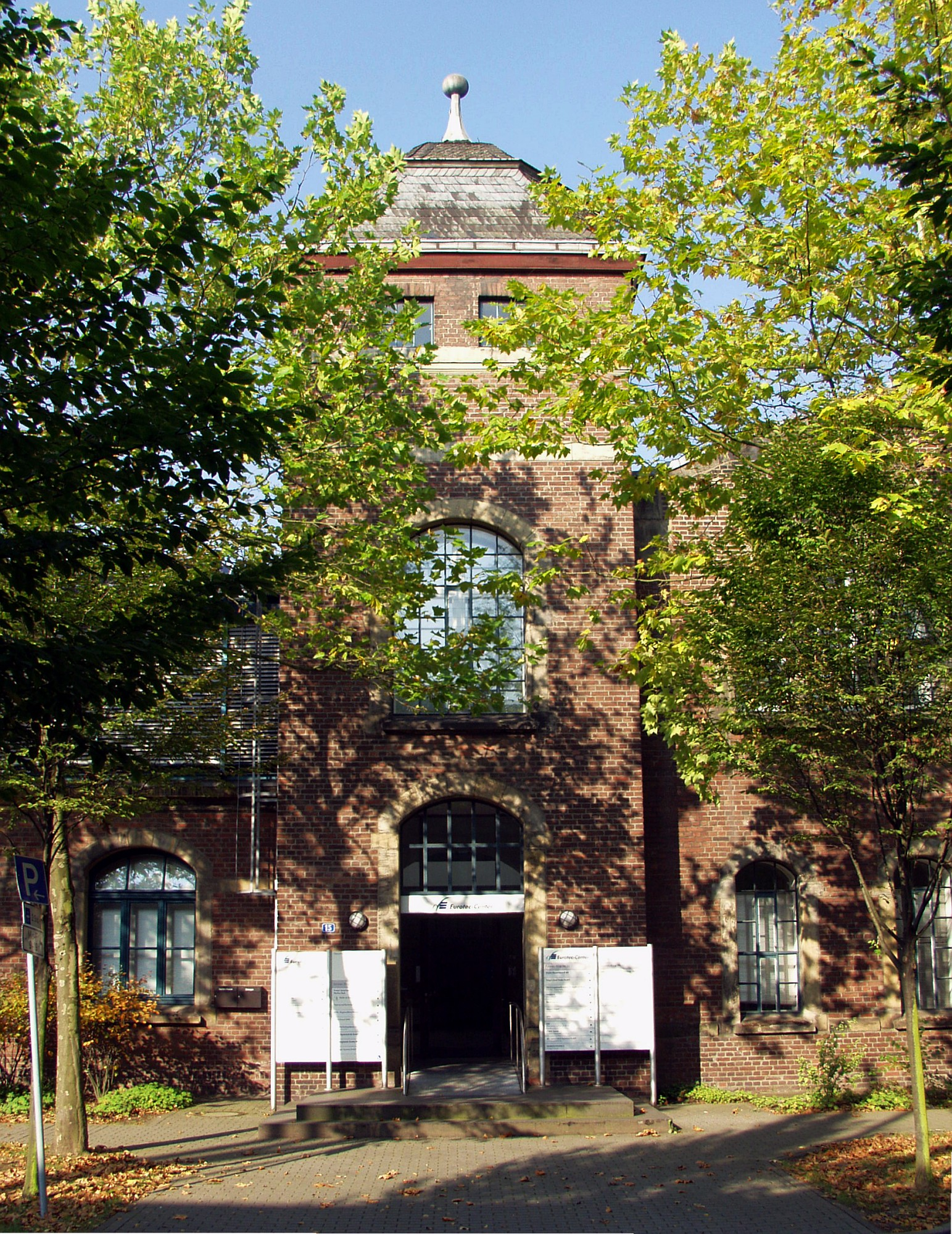
Turm der Kauenhalle
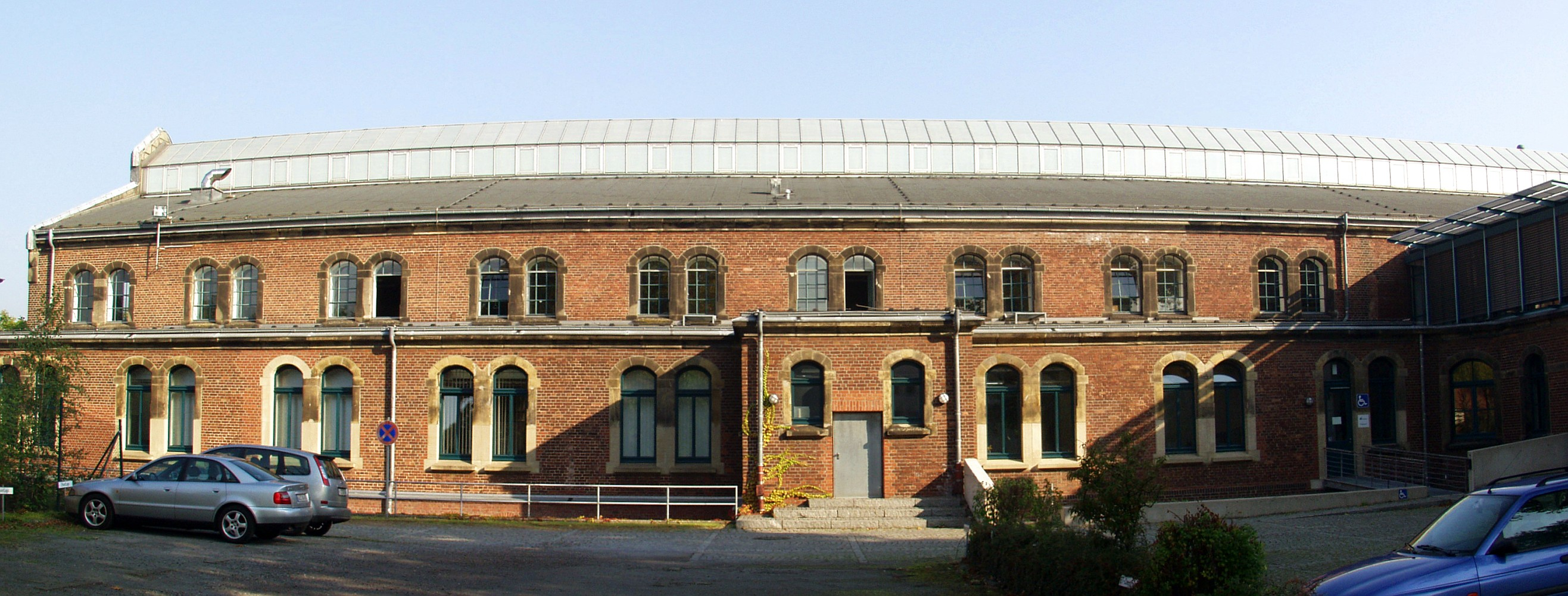
Seitlicher Bauflügel
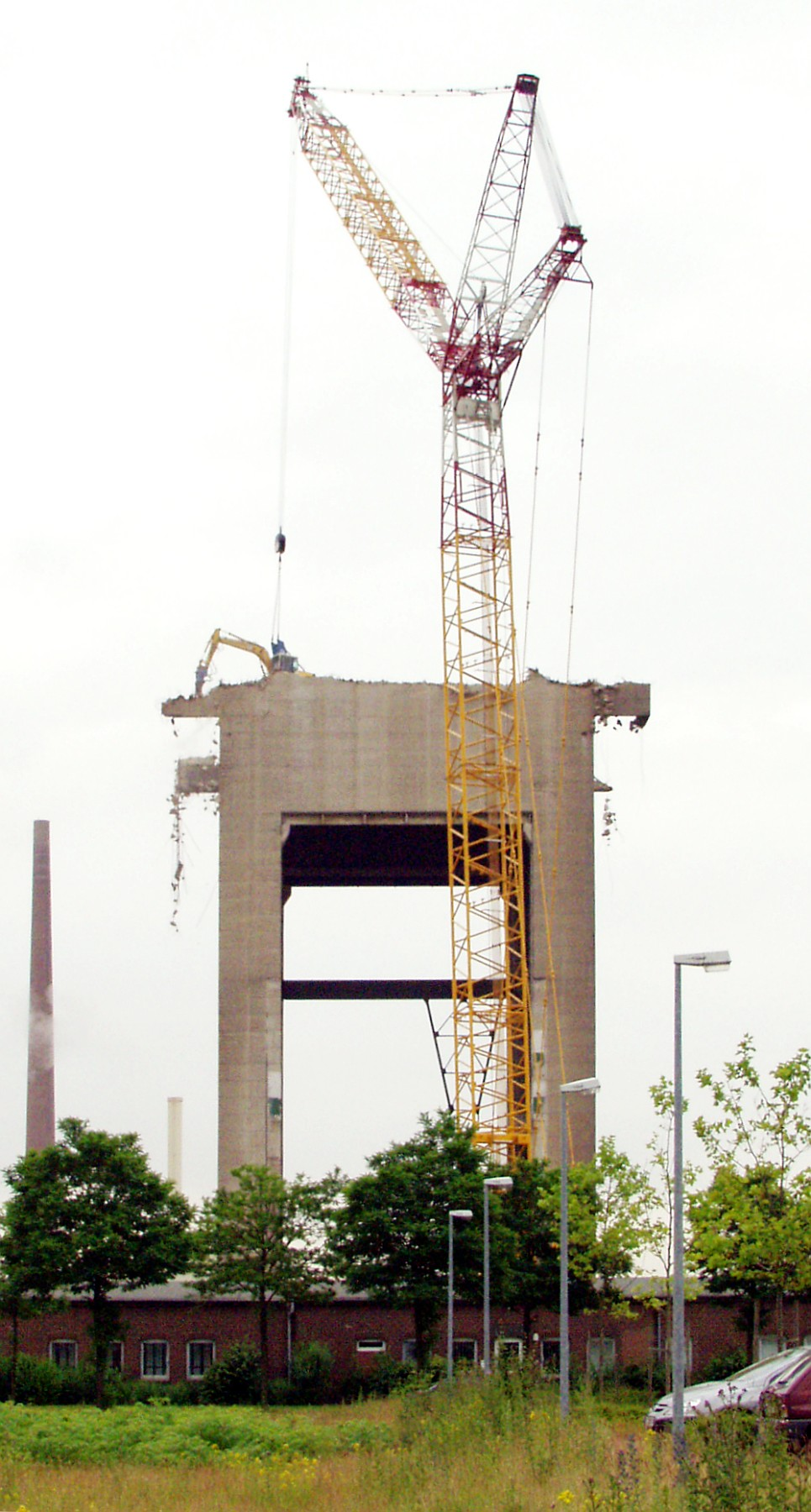
Abrissarbeiten am Förderturm Schacht 9 (21. Juni 2004)
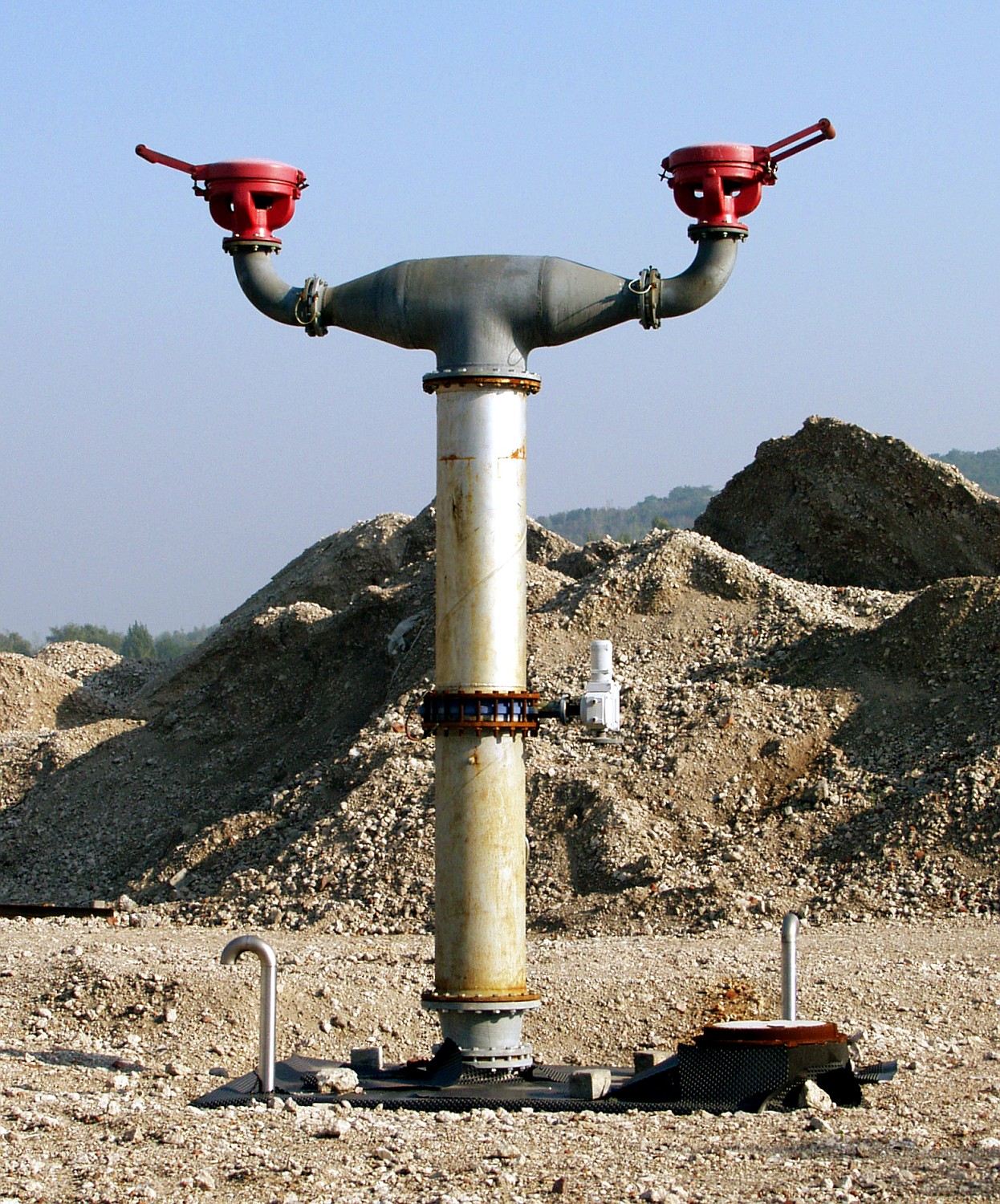
Schacht 9 nach Abriss des Förderturms